# Francisco Xavier de Oliveira
Francisco Xavier de Oliveira (Lisboa, 21 de mayo de 1702-Hackney, Inglaterra, 18 de octubre de 1783), conocido como o Cavaleiro de Oliveira, fue un escritor portugués.

## Biografía
Hijo de un diplomático que sirvió como secretario de embajada en Viena y también como alto funcionario de los  Contos do Reino, sirvió hasta los treinta y un años en dicho tribunal como reconocimiento a su padre. En 1729, fue nombrado Caballero de la Orden de Cristo. Tras varios destinos diplomáticos (Viena, Madrid, La Haya), desde 1740 fija su residencia en los Países Bajos, donde redacta en francés las Mille et une observations sur divers sujets, de Morale, de Politique, d'Histoire et de Critique y, en portugués, los tres volúmenes de su obra más ambiciosa literariamente, Cartas Familiares, Históricas, Políticas e Críticas: Discursos Serios e Jocosos, donde toca los más variados asuntos, con una óptica irónica y de salón más que doctrinaria, siendo un registro significativo de acontecimientos e ideas de su época. En 1746, tras su tercer matrimonio con Frances Hamon, inglesa de origen hugonote, abjuró del catolicismo y se convirtió al protestantismo.
Sus últimos 39 años vivirá en Inglaterra, donde continuará escribiendo, sin gran éxito, aunque viviendo sin agobios, gracias a protectores favorables, varias obras apreciadas por la belleza y gracia de lengua (Memorias, notas sobre escritores portugueses, libros de viajes,...), siendo hábil en la pintura de costumbres, imitando la manera de Joseph Addison en The Spectator. En 1761, cuando ya llevaba muchos años fuera de su país de origen, la Inquisición le abrió un proceso, por el cual fue quemado en efigie, como consecuencia de ciertas obras que escribió tras el terremoto de Lisboa de 1755, entre ellas Reflexions sur le desordre de Lisbonne et sur les autres phénomènes qui ont acompagné ou suivi cet desastre, traducida por él mismo al portugués, y Discours pathétique au sujet des calamités présentes arrivées en Portugal. Adressé à mes compatriotes et en particulier a Sa Majesté Très-Fidèle Joseph I, Roi de Portugal. Par le Chevalier d’Oliveyra. A Londres. MDCCLVI, que pronto sería traducida al inglés y de la que algunos ejemplares habían aparecido en Lisboa. Hombre de agitada vida sentimental, contrajo matrimonio en tres ocasiones.

## Obras
- "Mémoires de Portugal", (1741).
- "Memórias das Viagens", (1741).
- "Mille et Une Observations", (1741).
- "Cartas Familiares", (1741-1742).
- "Discours Pathétique", (1756).
- "Le Chevalier d’Oliveyra brulé en effigie comme hérétique. Comment et Pourquoi? Anecdotes et Réflexions sur ce Sujet, données au Public par lui-même", (1762).
- "As Reflexões de Félix Vieyra Corvina de Arcos", (1767).
- "Amusement Périodique", (1751).
- "Opúsculos Contra o Santo Ofício", (editados en 1942).